# Vleugelpomp

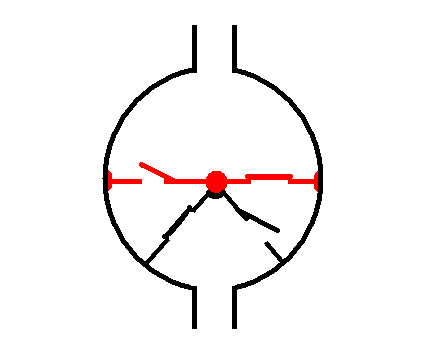
Het principe van een vleugelpomp

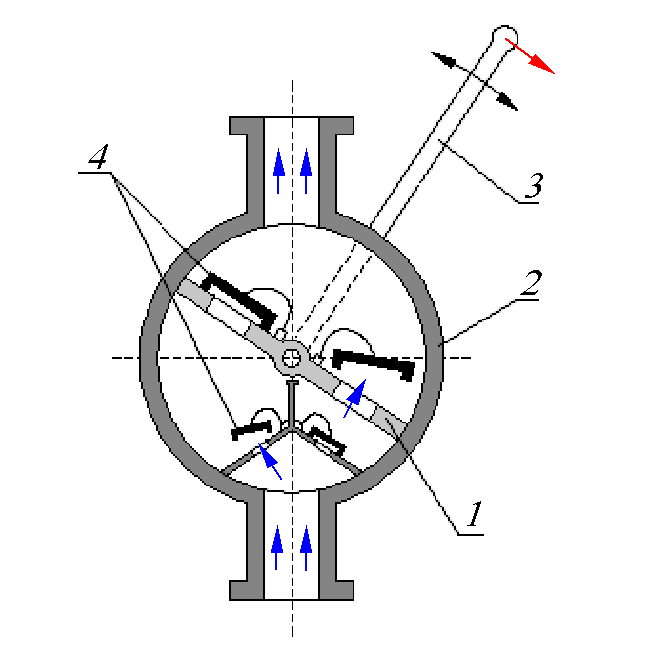
Een meer uitgewerkte tekening van een vleugelpomp

Een vleugelpomp is een eenvoudig type pomp dat gewoonlijk met de hand wordt aangedreven. Een vleugelpomp bestaat uit een cilindrisch huis met daarin een om een as heen en weer bewegend deel, de vleugel (zie principeschets, rode gedeelte). De onderkant is de zuigzijde, de bovenkant is de perszijde. In de vleugel zitten twee kleppen die als persklep werken. Onder de as van de vleugel zit een vast gedeelte met eveneens twee kleppen, die de zuigzijde van de pomp vormen. De as wordt heen en weer bewogen door een uitwendige zwengel. 
De pomp wordt gebruikt als handpomp voor alle mogelijke vloeistoffen, want de metalen pomp (vaak buitenkant gietijzer, binnenwerk brons) is geschikt voor hoge temperaturen en bijtende vloeistoffen. Dit soort pomp werd vroeger door rondrijdende petroleumhandelaars gebruikt.

## Werking
De vleugelpomp is een dubbelwerkende, zelfaanzuigende pomp en een zuig-perspomp voor vloeistoffen. 
- Dubbelwerkend: zowel bij de heengaande slag van de zwengel als bij de teruggaande slag wordt er door de pomp geperst en gezogen.
- Zelfaanzuigend: als een vloeistofpomp nog vol lucht zit, kan een zelfaanzuigende pomp deze lucht zelf wegpompen, tot hij de vloeistof aanzuigt.
- Zuig-perspomp: De pomp kan over een zekere hoogte vloeistof aanzuigen en ook over een bepaalde hoogte wegpersen.

## Toepassingen
De vleugelpomp wordt onder andere gebruikt als:
- lenspomp op kleine schepen en in afzonderlijke ruimten van grotere schepen zoals in de stuurmachinekamer;
- hulpsmeeroliepomp bij voorstuwingsmotoren tot 120 kW en bij hulpmotoren;
- wc-spoelpomp op kleine schepen;
- verplaatsbare pomp om vaten leeg te pompen.

Wegens zijn gevoeligheid voor slijtage is de vleugelpomp niet geschikt voor mechanische aandrijving. Hij wordt alleen als handpomp gebruikt.